# Каменица (Благоевградская область)
Каменица (болг. Каменица) — село в Благоевградской области Болгарии. Входит в состав общины Струмяни. Находится примерно в 3 км к северо-западу от центра села Струмяни и примерно в 42 км к югу от центра города Благоевград. По данным переписи населения 2011 года, в селе  проживало 105 человек, преобладающая национальность — болгары. Село расположено в горном массиве Малешевска-Планина.

## Население
| Год     | 1934 | 1946 | 1956 | 1965 | 1975 | 1985 | 1992 | 2001 | 2011 |
| ------- | ---- | ---- | ---- | ---- | ---- | ---- | ---- | ---- | ---- |
| Жителей | 179  | 218  | 297  | 381  | 335  | 259  | 208  | 155  | 105  |

|  |